# Dinastia Hồng Bàng
O período Hồng Bàng (em vietnamita:  thời kỳ Hồng Bàng), também chamado de dinastia Hồng Bàng, foi uma fase da história vietnamita que vai da união política, em 2879 aC, de muitas tribos do norte do Vale do Rio Vermelho até a sua conquista por um An Dương Vương em 258 aC.